# 中国天主教愛国会
中国天主教愛国会（ちゅうごくてんしゅきょうあいこくかい、英語: Chinese Patriotic Catholic Association、略称: CPA、CPCAまたはCCPA）は、本部を中華人民共和国北京市後海柳蔭街14号に置く、中国政府に公認された、中国におけるカトリックの協議組織である。中国政府による宗教管理組織という評価を受けることが多い。中国カトリック教会の管理機構とされる中国天主教主教団と併せて、中国カトリックの「一会一団」と呼称される。ローマ教皇と人事等において分離しているため、「一会一団」はバチカンに中国カトリック教会の代表機関として認められていない。
その下にカトリック聖職者を養成する中国天主教神哲学院がある。司教団の下に編集組織が設けられ、雑誌『中国天主教』と聖書、宗教書などを編集、出版している。

## 概要
元の名を中国天主教教友愛国会といった。中国天主教愛国会は中華人民共和国が成立してからバチカンとの断交後の1957年7月に成立し、中国政府の統一戦線方針に照らして、その宗旨は「全国の聖職者と信者を団結し、愛国主義の精神を発揚し、国家の政策と法令を遵守し、積極的に祖国の社会主義近代化の建設に参加し、国際的なカトリックの人々との友好的な往来を促進し、帝国主義と覇権主義に反対し、世界平和を守り、ならびに政府の宗教と信仰の自由への政策の貫徹に協力する」である。
中国天主教愛国会はローマ教皇から独立しているので、組織としての正当性についてはローマ教皇庁には認められていない。また、天主教愛国会の存在の教会法上の合法性とその働きも論争となってきた。2000年以後、何人かの愛国会の「自選自聖」の司教も次第に教皇庁との一致を獲得しており、例を挙げると上海教区の協働司教金魯賢がそうであり、積極的にバチカンとの繋がりを回復してからは、自動破門を受けた多くの「自選自聖」司教はすでに教皇の赦免と普遍の教会との一致を獲得している。上海教区の補佐司教邢文之に至っては、叙階以前に教皇庁からの委任状を直接取得しており、2005年6月28日に合法で有功的に叙階された。ただ、ある司教（例えば前愛国会主席の傅鉄山や馬英林）は依然バチカンからその司教叙階を認められていない。
中国天主教愛国会の最高機構は中国天主教愛国会代表会議であり、全国会議は4年に1回開催され、会場は北京である。
初代と第2代主席は皮漱石、第3代主席は宗懐徳、第4代主席は既に2007年4月20日に逝去した傅鉄山である。彼は生前はカトリック北京教区司教でもあった。傅鉄山の死後、主席が不在の時期が続いたが、マスコミとの会見等の業務は劉柏年により引き継がれた。2010年12月9日には、中国とバチカンの両者が認定した司教である房興耀が中国天主教愛国会主席に当選した。
中国天主教愛国会は政府が中国のカトリックを管理やコントロールするための一つの機構であり、かつ教会団体と呼ばれるのには十分ではないとする評価がバチカンなどから出ることが多いが、中国政府およびこの教会はそのような見方に立っていない。教皇ベネディクト16世は2007年5月27日の聖霊降臨の祝日当日に発布した「中華人民共和国におけるカトリック教会の司教、司祭、奉献生活者、信徒への手紙」で、「中国筋が国内の合法教会を『天主教愛国会』と総称するのは愛国会の働きを増強することにあり、国内のカトリック教会と公同の教会の関連性を否定するものである。しかもカトリック教会の特徴と愛国会の運用上の性質から見れば、愛国会は教会と呼べるものではなく、一つの政府方面の色彩を帯びた、中国政府の教会管理機構に隷属している」と、暗にこの組織が「非合法」であると指摘した。
他にも中国天主教愛国会副主席劉柏年が教皇庁のカトリック香港教区司教陳日君の枢機卿への委任を「中国を敵視し、中国政府への挑戦である」と批評し、ローマ教皇庁の陳司教の枢機卿に挙げることを中国に対して共産党打倒に類似した策略を進めているとした。また中国天主教愛国会は報復として、いくつかの教区の司教を自ら任命し、自ら叙階し、これにより陳日君との論争を発生させた。

## 歴代主席
1. 皮漱石（1957年7月－1978年）
2. 宗懐徳（1980年5月－1997年）
3. 傅鉄山（1998年1月－2007年）
4. 房興耀（2010年12月-）

## 機構沿革

### 第1期委員会
（1957年8月3日成立）
- 主席: 皮漱石大司教（瀋陽大司教区）
- 副主席: 楊士達信徒（上海教区、故人）、李伯漁司教（陝西周至教区）、李維光代総司教[訳語疑問点]（南京大司教区）、王文成司教（四川南充教区）、趙振声司教（河北献県教区）、董文隆代司教[訳語疑問点]（済南教区）、李徳培神父（天津教区）、曹道生信徒（太原教区）
- 秘書長 李君武司教総代理（北京教区）
- 副秘書長: 易宣化司教（湖北襄陽教区）、楊高堅代司教[訳語疑問点]（湖南常徳教区）、湯履道信徒（上海教区、故人）

### 第2期委員会
(1962年1月選出)
- 主席: 皮漱石大司教
- 副主席: 楊士達信徒、李伯漁司教、李維光司教、趙振声司教、董文隆司教、李徳培司教、曹道生信徒、張家樹司教、李君武司教総代理、王良佐神父

### 第3期委員会
（1980年5月選出）
- 主席: 宗懐徳司教
- 副主席: 張家樹司教、李徳培司教、曹道生信徒、楊高堅司教、涂世華司教、傅鉄山司教、王良佐神父、湯履道信徒

### 第4期委員会
（1986年11月選出）
- 主席: 宗懐徳司教（北京教区）
- 副主席: 張家樹司教、李徳培司教、王良佐神父、楊高堅司教、湯履道信徒、涂世華司教、董光清司教、傅鉄山司教、蔡体遠司教

### 第5期委員会
（1992年9月選出）
- 主席: 宗懐徳
- 副主席: 金魯賢司教、涂世華司教、郁成才司教、董光清司教、劉景和司教、劉柏年信徒、王良佐神父、朱世昌信徒、李篤安司教、兪嘉第信徒

### 第6期委員会
(1998年1月選出)
- 主席: 傅鉄山司教（北京教区）
- 副主席: 劉元仁司教、涂世華司教、劉柏年信徒、兪嘉第信徒、霍成司教、呂国存信徒、龔秋生神父

### 第7期委員会
(2003年7月選出)
- 主席: 傅鉄山司教
- 副主席: 劉元仁司教、劉柏年信徒、兪嘉第信徒、呂国存信徒、馬英林司教、周肖吾信徒、劉徳申信徒、詹思禄司教、方建平司教、雷世銀神父

### 第8期委員会
(2010年12月9日選出)
- 主席: 房興耀司教
- 副主席: 馬英林司教、雷世銀司教、劉元龍信徒、郭金才司教、黄炳章神父、沈斌司教、舒南武信徒、岳福生神父、孟青禄司教、呉琳修道女[3]